# علی‌آباد (درمیان)
علی آباد روستایی در دهستان طبس مسینا بخش گزیک شهرستان درمیان استان خراسان جنوبی ایران است. بر پایه سرشماری عمومی نفوس و مسکن در سال ۱۳۹۰ جمعیت این روستا ۴۳۶ نفر (در ۹۷ خانوار) بوده است.